# BAK (Utrecht)
BAK, basis voor actuele kunst is een in 2003 opgericht platform voor hedendaagse kunst in Utrecht. De instelling fungeert als een platform voor het denken over, met en via kunst om zo kritisch in te gaan op actuele maatschappelijke vraagstukken en om samen met het publiek de wereld anders voor te stellen en vorm te geven. Dit doet BAK door publieke programmering en het maken van tentoonstellingen te combineren met onderzoek, onderwijs en talentontwikkeling. Sinds 2017 is BAK naast een presentatie-instelling tevens een postacademische instelling, met een eigen Fellowshipprogramma.

## Samenwerkingen
BAK organiseert tentoonstellingen en publieke programma's in samenwerking met onderwijsinstellingen en musea zoals de Hogeschool voor de Kunsten Utrecht, de Koninklijke Academie van Beeldende Kunsten, het Museum van Hedendaagse Kunst Antwerpen, Centraal Museum Utrecht, Van Abbemuseum Eindhoven en het Museum voor Moderne Kunsten Warschau.

## Tentoonstellingen
- Cordially Invited, Episode 3 2004
- Gerrit Dekker: About no below, no above, no sides 2005
- Soft Target. War as a Daily, First-Hand Reality 2005
- Aernout Mik: Raw Footage/Scapegoats 2006
- Citizens and Subjects: Aernout Mik (voor de 52e Biënnale van Venetië) 2007
- Urgent Matters (tentoonstelling door Sanja Ivekovic, in samenwerking met het Van Abbemuseum) 2009
- I, the Undersigned 2010
- Call the Witness (voor de 54e Biënnale van Venetië) 2011
- After History: Alexandre Kojève as a Photographer 2012
- Cardboard Walls 2014
- Anthropocene Observatory 2015
- New World Academy Exhibition (met Jonas Staal) 2015
- Forest Law 2015
- Unstated (or, Living Without Approval) 2016
- Englishes 2016
- Learning Laboratories 2017
- To Seminar 2017
- Matthijs de Bruijne: Compromiso Político 2018
- ‘Tony Cokes, To Live as Equals’  2020

## Langlopende projecten
BAK definieert om de zoveel jaar maatschappelijke vraagstukken, om hier langlopende projecten aan te wijden waarbinnen het hele publieke programma (tentoonstellingen en evenementen) valt:
- Who if not we…? 7 episodes on (ex)changing Europe 2004-2005
- Concerning War 2005
- Concerning “Knowledge Production” (Practices in Contemporary Art) 2006
- Citizens and Subjects 2007
- Call the Witness 2011
- Research in Residence 2006-2015
- New World Academy 2013-2016
- FORMER WEST 2008-2016
- Future Vocabularies 2014-2016
- Propositions for Non-Fascist Living 2017-2020

## Fellowship
Sinds 2017 is BAK een postacademische instelling, met het BAK Fellowshipprogramma. Fellows ontwikkelen binnen het programma hun eigen onderzoekstraject, dat ook raakvlakken heeft met het langlopende onderzoekstraject van BAK, organiseren ieder een deel van het leerprogramma en dragen bij aan het publieke programma van BAK (in de vorm van bijdragen aan tentoonstellingen en evenementen).

### 2017/2018 BAK Fellows
In 2017/2018 was de eerste lichting Fellows van de BAK Fellowship. Dit waren:
- Sepake Angiama
- Otobong Nkanga
- Quinsy Gario
- Diego Segatto
- Isshaq Al-Barbary
- Luigi Coppola
- Pelin Tan
- Matthijs de Bruijne
- Ola Hassanain
- Wendelien van Oldenborgh

## Gebouw
Tot 2017 was BAK gevestigd aan de Lange Nieuwstraat 4, in het Museumkwartier. Medio 2017 is het verhuisd naar de Pauwstraat 13a, in het pand waar voorheen RASA zat.